# NGC 14

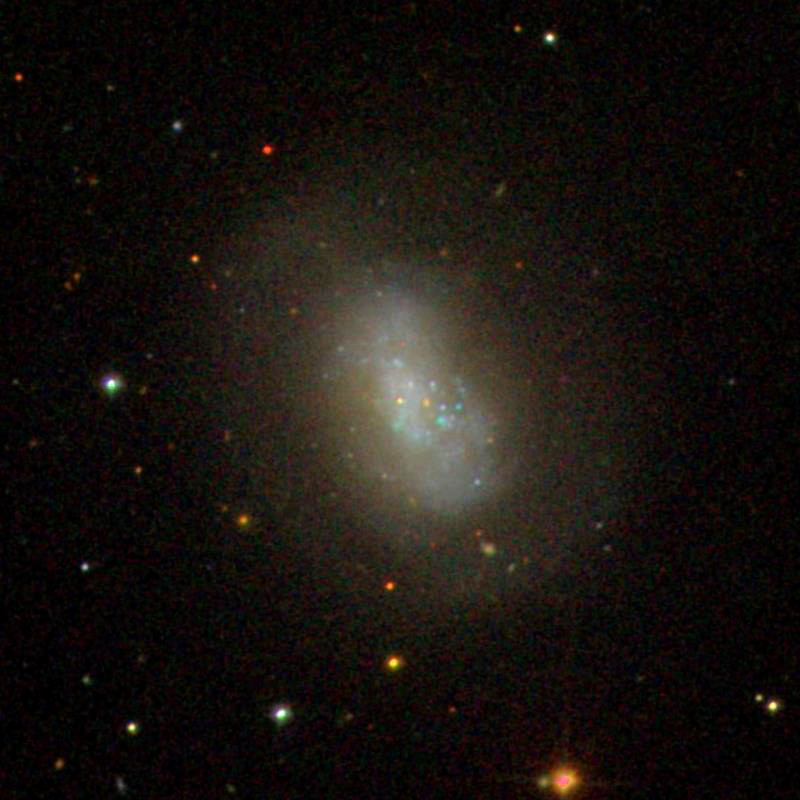
NGC 14

NGC 14，是飛馬座的一個不规则星系。星等為12.2，赤經為8分46.3秒，赤緯為+15°48'57"。在1786年9月18日由弗里德里希·威廉·赫歇爾所發現。